# ユールムスト

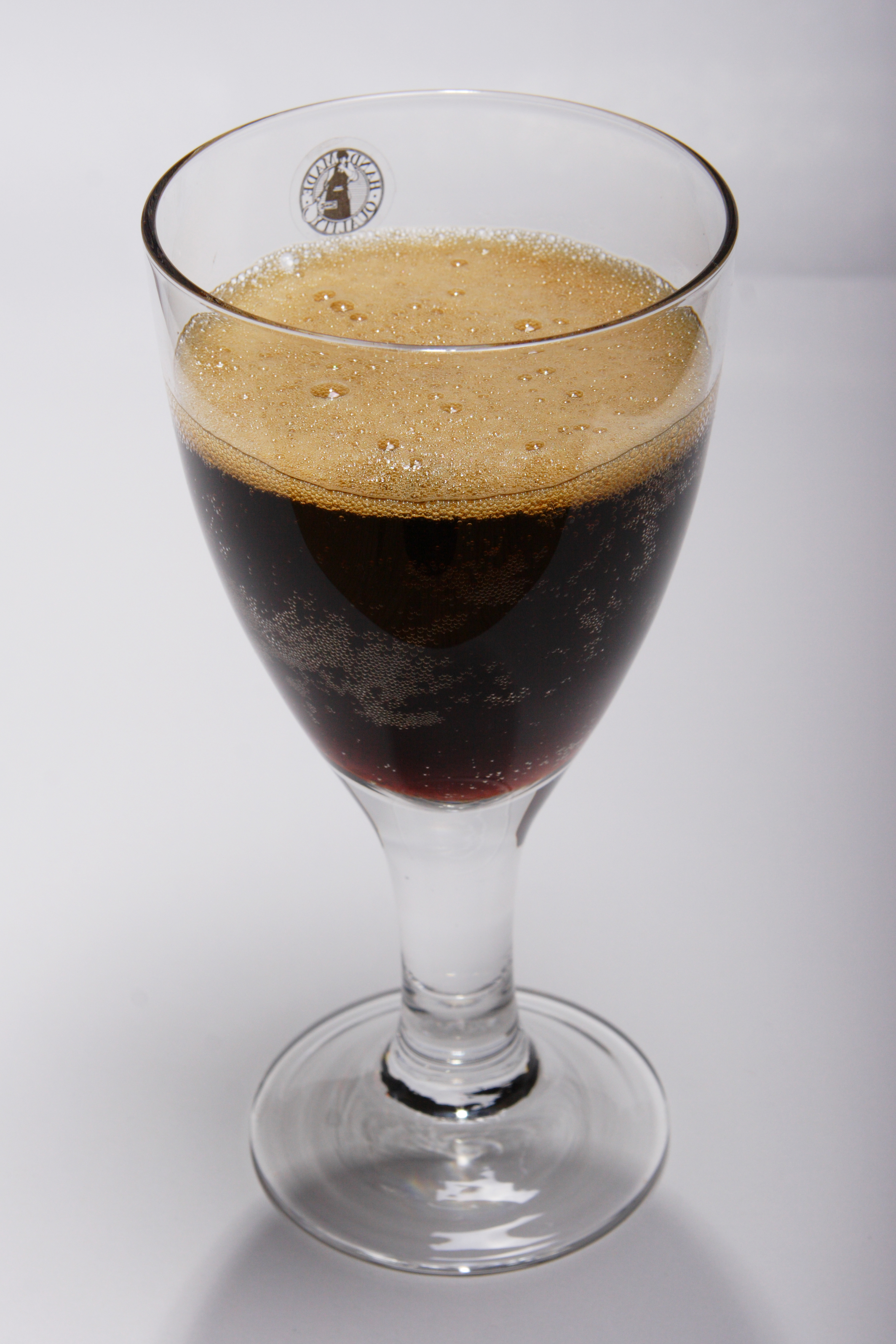
ユールムストの例

ユールムスト（スウェーデン語: julmust）、ポスクムスト（スウェーデン語: påskmust）は、スウェーデンで販売されているカラメル色をした液色の炭酸飲料。

## 概要

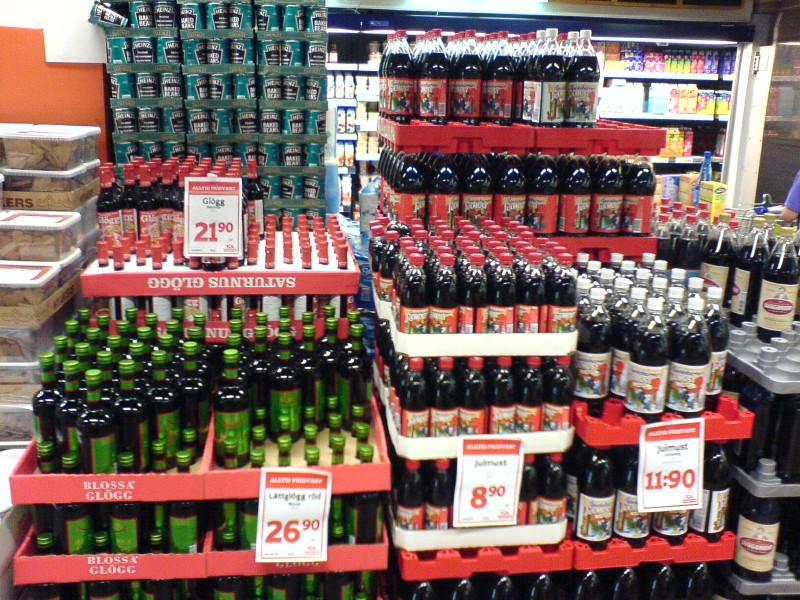
販売されるユールムストのボトル

スウェーデン独特の炭酸飲料であるため、ほかの国ではユールムスト、ポスクムストと呼ばれる。
ユール（クリスマス）の時期や、ポスク（イースター）の時期が近付くと、店頭で販売されるようになり、このシーズン以外では販売されていない炭酸飲料である。液体の見た目はコカ・コーラにも似るが、味はコカ・コーラとはまったく異なり、ドクター・ペッパーに似る味という意見もあれば、似ていないという意見もある。
ユールムストとポスクムストは、名称や製品ラベルは異なるが、中身は同じものであり、クリスマスやイースターのシーズンになると多数のメーカーから販売され、コカ・コーラの売り上げを上回るほど、スウェーデン国内では売れている

## 誕生
ムストはハリー・ロベルツとハリーの父親のロベルト・ロベルツが1910年にビールの代わりになるノンアルコール飲料として作り出した。シロップは現在でもロベルツ社が独占的にエーレブルーで生産している。オリジナルのレシピは鍵のかかる金庫に保管され、レシピ全体は唯一人しか知らないと言われている。
ムストは、炭酸水、砂糖、ホップからの抽出物、大麦からの抽出物、スパイス、着色料（カラメル）、クエン酸と防腐剤からできている。
ホップと大麦からの抽出物はムストを幾分かビールに似た味にしているが、ビールよりもずっと甘く醗酵させないことからアルコール分は含まれていない。ムストはガラス瓶の中でも熟成を続けることから、12月に購入しても1年間そのまま保存し、その後飲む人もいる。

## 流通状況

### スウェーデン国内
ユールムストは通常、クリスマスを過ぎて年末になると店頭で見つけることが困難になってくるが、それ以外の、クリスマスよりもっと前の時期には「ムスト」という名で売られていることがある。復活祭には「ポスクムスト」（påskmust、"påsk" は「復活祭」）という名になる。ごく最近になって「ソンマルムスト」（Sommarmust、"sommar"は「夏」）も店頭で入手できるようになってきた。これらの中身は市場での名称が異なることを除けば同一であるが、瓶詰めされる前に保存される期間が異なる。飲料会社がクリスマスと密接に連携しているのは、販売量がクリスマスと比べると復活祭は幾分少ないことに加え、伝統的に夏には全く売れないからである。4,500万リットルのユールムストが12月中に飲まれる（スウェーデンの人口は約900万人）が、これは12月に消費されるソフトドリンクの総量の50%近くにもなり、ムストの年間売り上げ量の75%に相当する。
スウェーデンのクリスマス期間中には、ユールムストがコカコーラよりも売れ、その間コカコーラの販売量は50%も落ちる。このことがコカコーラ社が契約を結んでいたプリップスから離れ、その代わりにコカコーラ飲料スウェーデン社（Coca-Cola Drycker Sverige AB）を立ち上げた理由であると言われている。現在コカコーラ社は自社のユールムストを生産しているが、2004年にコカコーラ社が「ビエーレ・ユールムスト」 (Bjäre julmust) というブランドで市場に参入するまでは宣伝すらしておらず、ほとんど知られていなかった。コカコーラ社は、使用するシロップをロベルツ社から購入している。

### スウェーデン国外（日本など）
スウェーデン以外でユールムストを飲んでみたいのであれば、近くのイケア店舗で購入、あるいは試飲することができるかもしれない。入手できるかどうかは保証できないが、12月初旬であれば在庫を見つけられる可能性が高い。アメリカ合衆国、マサチューセッツ州のクリスタル飲料社（Kristall Beverage Inc.）はアメリカ国内で販売するためにユールムストを瓶詰め生産している。2004年11月にペプシコ社は、味が幾分ユールムストに似た飲み物をアメリカ国内でペプシ・ホリデー・スパイス（Pepsi Holiday Spice）の名で市場に導入した。これは2004年から2006年のクリスマス・シーズンに販売された。最近ではコスト・プラス・ワールド・マーケット（Cost Plus World Market）の幾つかの店舗でもユールムストを購入できるようにもなってきた。